# Hiša cvetja
Hiša cvetja (srbsko kuća cveća) je mavzolej nekdanjega predsednika Socialistična federativna republika Jugoslavija Josipa Broza Tita na Dedinjah v Beogradu. Nahaja se v okviru kompleksa muzeja zgodovine Jugoslavije, kjer je najti tudi Muzej 25. maj.
Hiša cvetja, ki je pred Titovo smrtjo služila kot pomožna pisarna z vrtom, je bila kot mavzolej za obiskovalce odprta leta 1982, dve leti po predsednikovi smrti. Objekt skupaj s kamnito grobnico je bil do razpada SFRJ pod stalnim nadzorom častne straže in opremljen s svežim cvetjem, še danes pa se v hiši poleg grobnice nahaja zbirka Titu podarjenih štafetnih palic iz vseh držav nekdanje Jugoslavije in izbrane fotografije iz predsednikovega življenja in pogrebne slovesnosti. Po podatkih muzeja jugoslovanske zgodovine naj bi mavzolej do leta 2002 obiskalo nekaj manj kot 16 milijonov obiskovalcev.
26. oktobra 2013 so levo od Titove grobnice pokopali njegovo nekdanjo ženo Jovanko Broz. Pogreb je potekal z vojaškimi častmi, udeležila pa se ga je večja množica ljudi.